# El Dadhó
El Dadhó es una localidad de México perteneciente al municipio de Chilcuautla en el estado de Hidalgo.

## Geografía
A la localidad le corresponden las coordenadas geográficas 20° 24’ 28.087” de latitud norte y 99° 14’ 9.207” de longitud oeste, con una altitud de 1813 m s. n. m. Se encuentra a una distancia aproximada de 10.96 kilómetros al norte de la cabecera municipal, Chilcuautla.
En cuanto a fisiografía se encuentra dentro de las provincia del Eje Neovolcánico, dentro de la subprovincia de Llanuras y sierras de Querétaro e Hidalgo ; su terreno es de sierra y lomerío. En lo que respecta a la hidrografía se encuentra posicionado en la región del río Panuco, dentro de la cuenca del río Moctezuma, en la subcuenca del río Tula. Cuenta con un clima semiseco templado.

## Demografía
En 2020 registró una población de 625 personas, lo que corresponde al 3.31 % de la población municipal. De los cuales 299 son hombres y 326 son mujeres. Tiene 1562viviendas particulares habitadas.
| Gráfica de evolución demográfica de El Dadhó entre 1950 y 2020                               |
|                                                                                              |
| Población de los censos y conteos del Instituto Nacional de Estadística y Geografía (INEGI). |

## Economía
La localidad tiene un grado de marginación alto y un grado de rezago social medio.